# Ithomia lichyi
Ithomia lichyi är en fjärilsart som beskrevs av D'almeida 1939. Ithomia lichyi ingår i släktet Ithomia och familjen praktfjärilar. Inga underarter finns listade i Catalogue of Life.